# Petri Sarvamaa

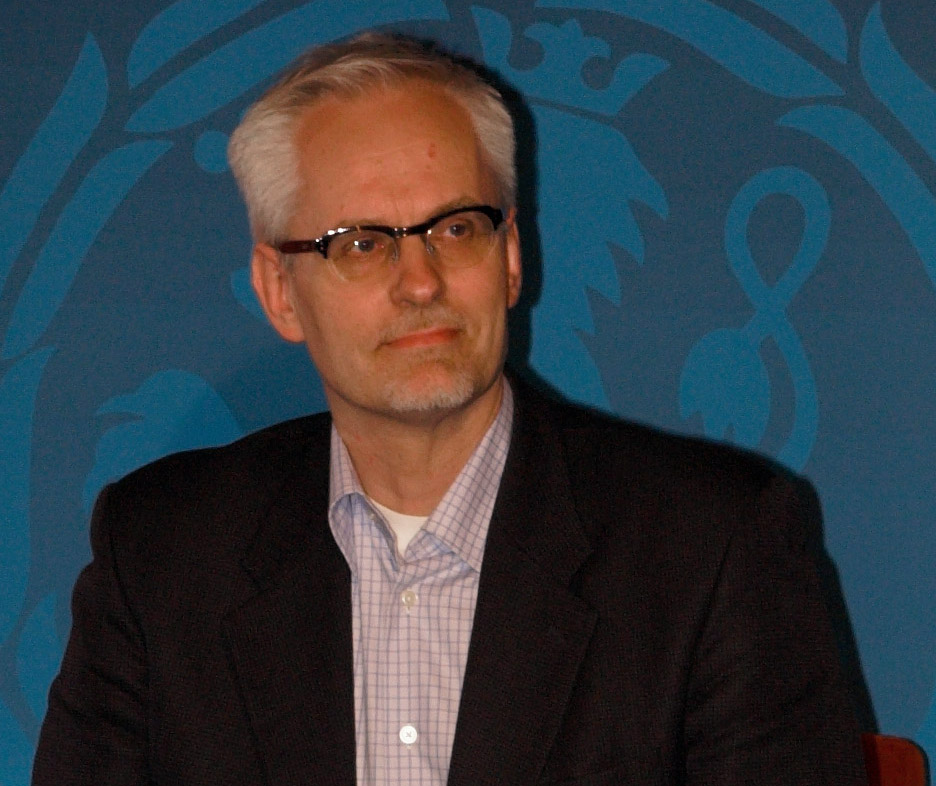
Petri Sarvamaa

Petri Sarvamaa (* 15. September 1960 in Joensuu) ist ein finnischer Politiker (Nationale Sammlungspartei).

## Leben
Sarvamaa arbeitete sieben Jahre als Reporter beim finnischen Staatsfernsehen Yleisradio. Bei den Parlamentswahlen in Finnland 2011 trat er im Wahlkreis Helsinki an, verfehlte jedoch den Einzug ins Parlament. Am 1. März 2012 rückte er für den ausgeschiedenen Ville Itälä in das Europäische Parlament nach. 2014 und 2019 wurde er erneut ins Europaparlament gewählt. Nach seiner Mandatsniederlegung im Mai 2024 rückte Eija-Riitta Korhola für ihn ins Europaparlament nach. Er war Mitglied der Fraktion der Europäischen Volkspartei. Seit 2024 ist Sarvamaa als finnischer Vertreter in der Nachfolge Hannu Takkulas Mitglied des Europäischen Rechnungshofs.

## Ausschussarbeit im Europaparlament
Sarvamaa war Mitglied im Haushaltskontrollausschuss, im Ausschuss für Verkehr und Fremdenverkehr und in der Delegation im Ausschuss für parlamentarische Kooperation EU-Russland. Als Stellvertreter war er im Ausschuss für Landwirtschaft und ländliche Entwicklung und in der Delegation für die Beziehungen zu den Vereinigten Staaten vertreten.